# Stratonike I.
Stratonike I. (altgriechisch Στρατονίκη Stratoníkē; * 317 v. Chr.; † nach 268 v. Chr.) war die einzige Tochter des Königs Demetrios I. Poliorketes aus seiner ersten Ehe mit der Phila, der Tochter des Reichsverwesers Antipatros. Demetrios war der Herrscher des Diadochenreiches Makedonien.
Stratonike wurde 300 v. Chr. mit Seleukos I. vermählt und wurde so zur Königin des Seleukidenreiches. Seleukos überließ 293 v. Chr. Stratonike seinem Sohn Antiochos zur Frau, da dieser der späteren antiken Überlieferung zufolge durch die Liebe zu ihr (seiner sieben Jahre jüngeren Stiefmutter) schwermütig und krank geworden sei. Als der Arzt, bei Appian und Plutarch Erasistratos, Antiochos untersuchte, habe Stratonike, die junge Gattin des Königs, das Gemach betreten und Erasistratos habe daraufhin aus den körperlichen Symptomen seines Patienten erkannt, dass kein körperliches Leiden, sondern die Liebe zur unerreichbaren Stiefmutter die Krankheitsursache war. Daher habe ihm sein Vater seine junge Frau und das Reich überlassen.
Das Motiv des liebeskranken Antiochos haben zahlreiche Maler aufgegriffen, darunter Antonio Bellucci, Jean-Auguste-Dominique Ingres, Gerard de Lairesse, Johann Baptist Anwander und Johann Heinrich Schönfeld. Josef Viktor Widmann verarbeitete den Stoff in seinem Versepos Die Königsbraut, Bearbeitungen als Opern stammen beispielsweise von Christoph Graupner oder Étienne-Nicolas Méhul.

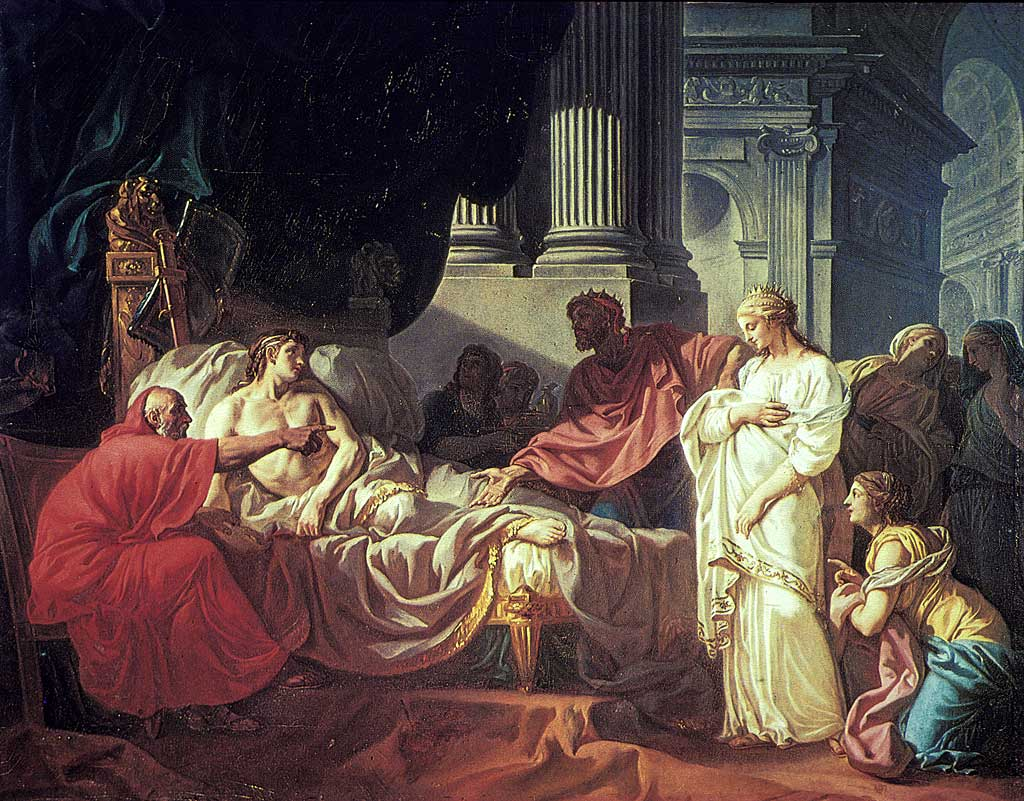
Antiochos und Stratonike (Jacques-Louis David)
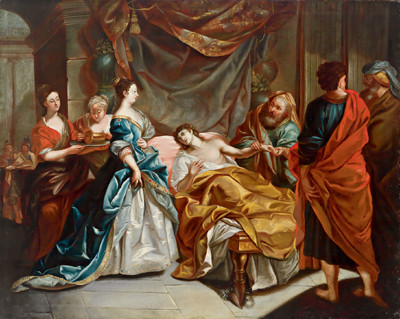
Liebeskranker Antiochos (Johann Baptist Anwander)
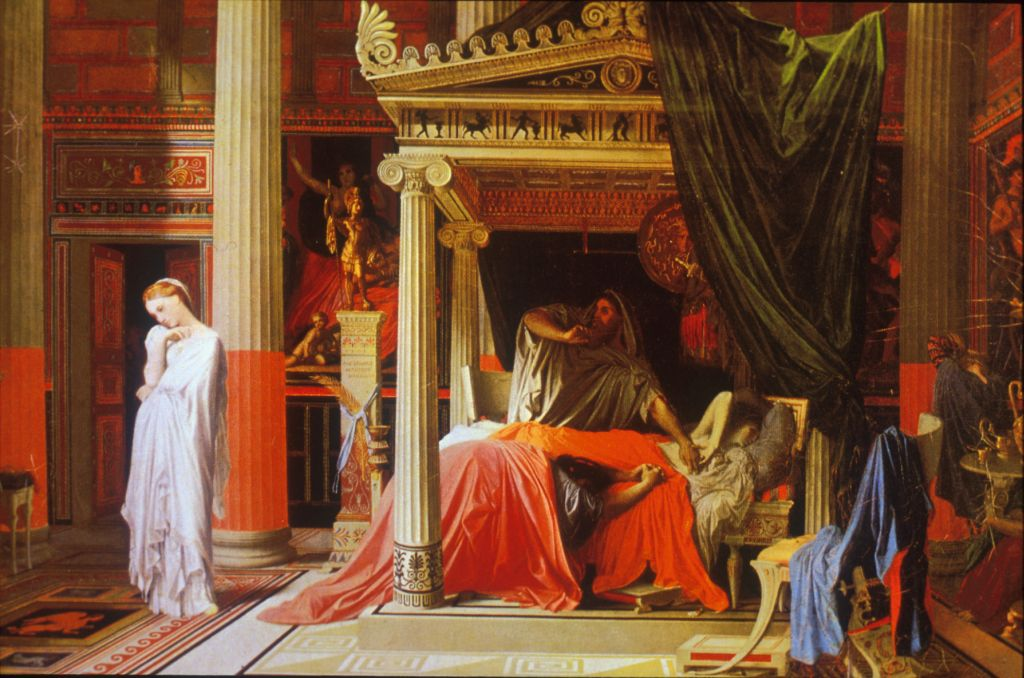
Antiochos und Stratonike (Jean-Auguste-Dominique Ingres)
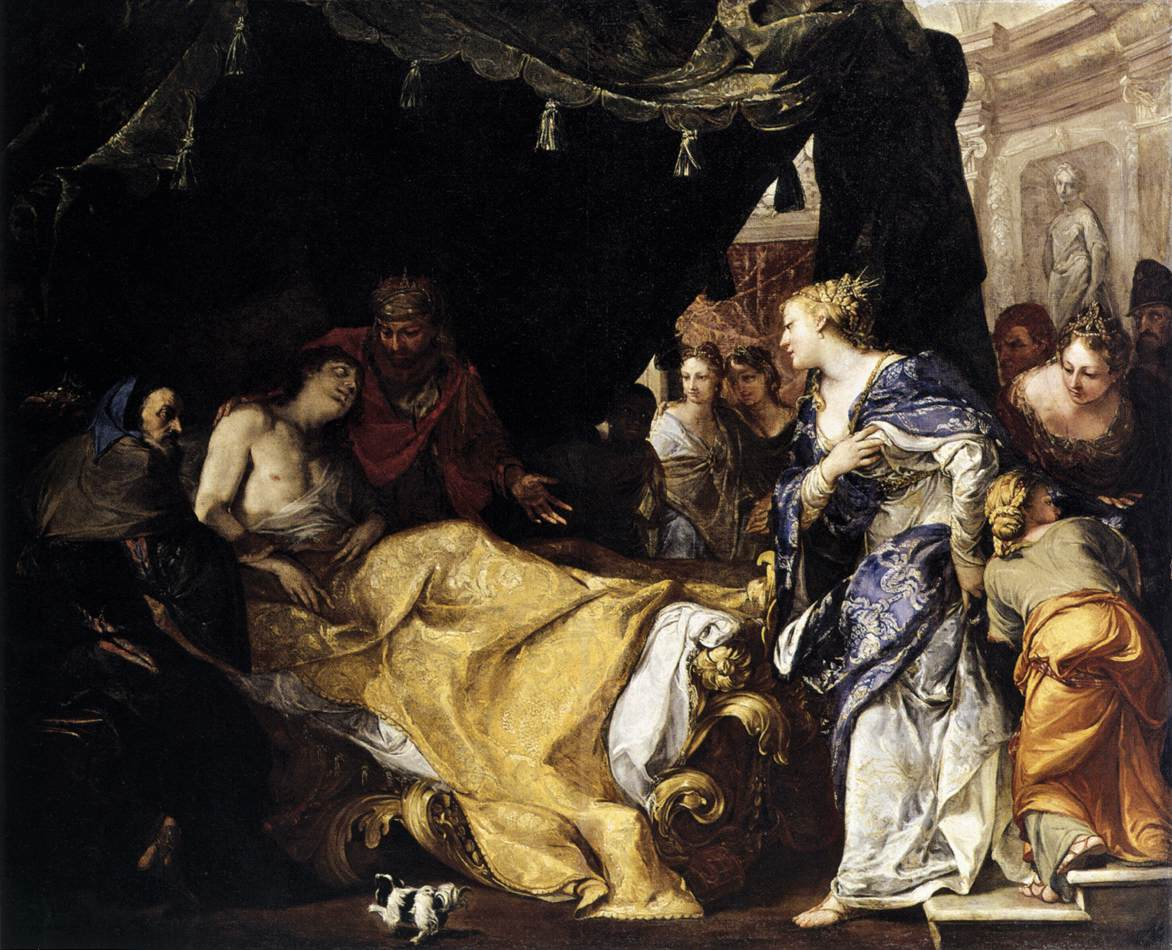
Antiochos und Stratonike (Antonio Bellucci)
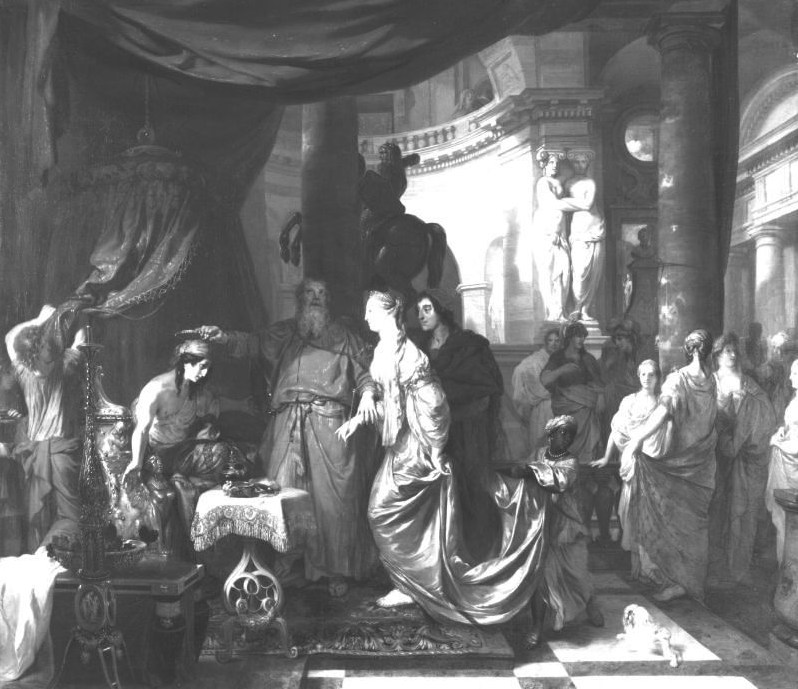
Antiochos und Stratonike (Gérard de Lairesse)

Nach Stratonike wurde die im kleinasiatischen Karien gelegene Stadt Stratonikeia benannt. Ihr Sohn Antiochos II. regierte 261 v. Chr. bis 246 v. Chr. als Nachfolger seines Vaters Antiochos I.